# Зігенбург
Зігенбург (нім. Siegenburg) — громада в Німеччині, знаходиться в землі Баварія. Підпорядковується адміністративному округу Нижня Баварія. Входить до складу району Кельгайм. Центр об'єднання громад Зігенбург.
Площа — 25,63 км2. Населення становить 4104 ос. (станом на 31 грудня 2020).

## Галерея

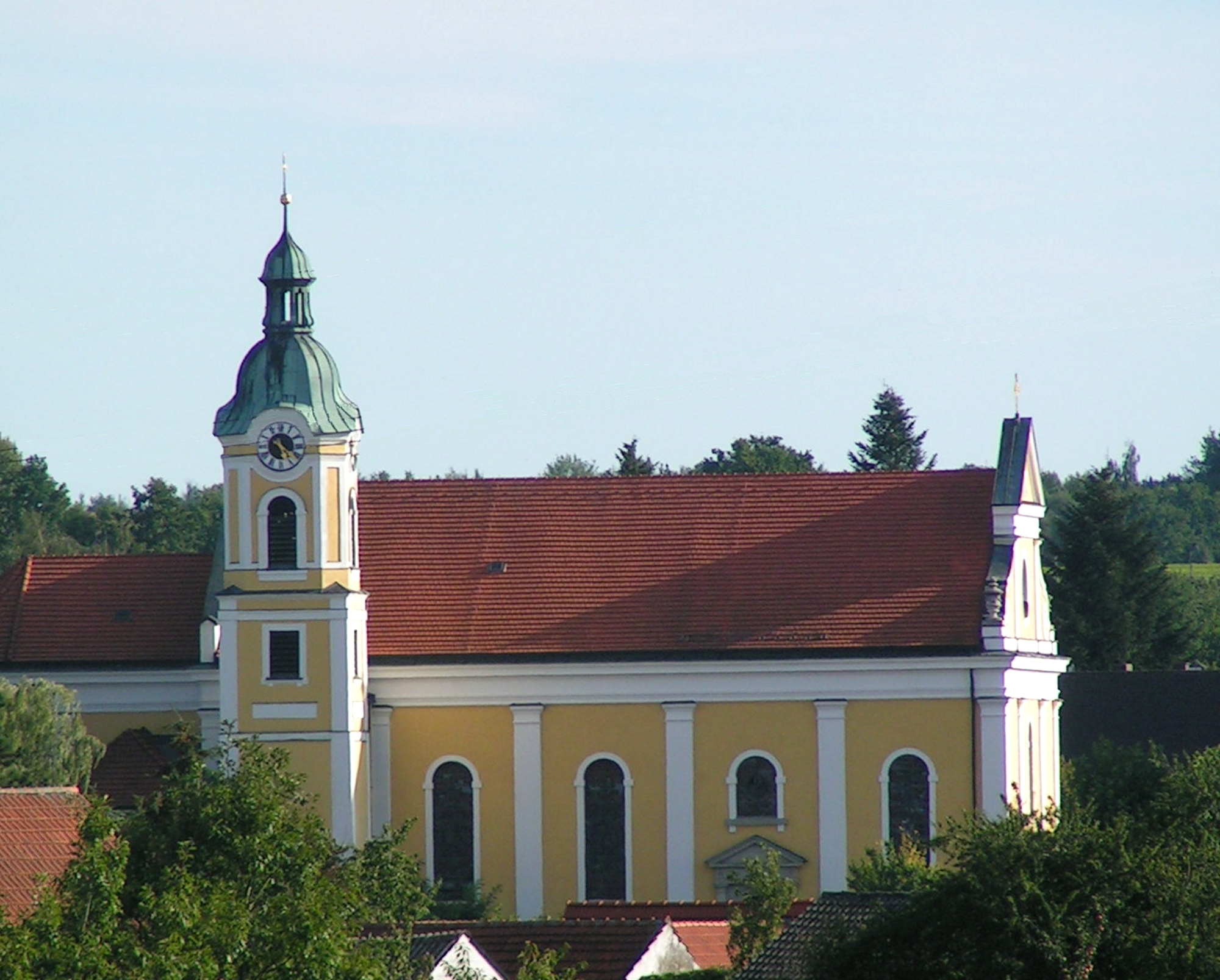
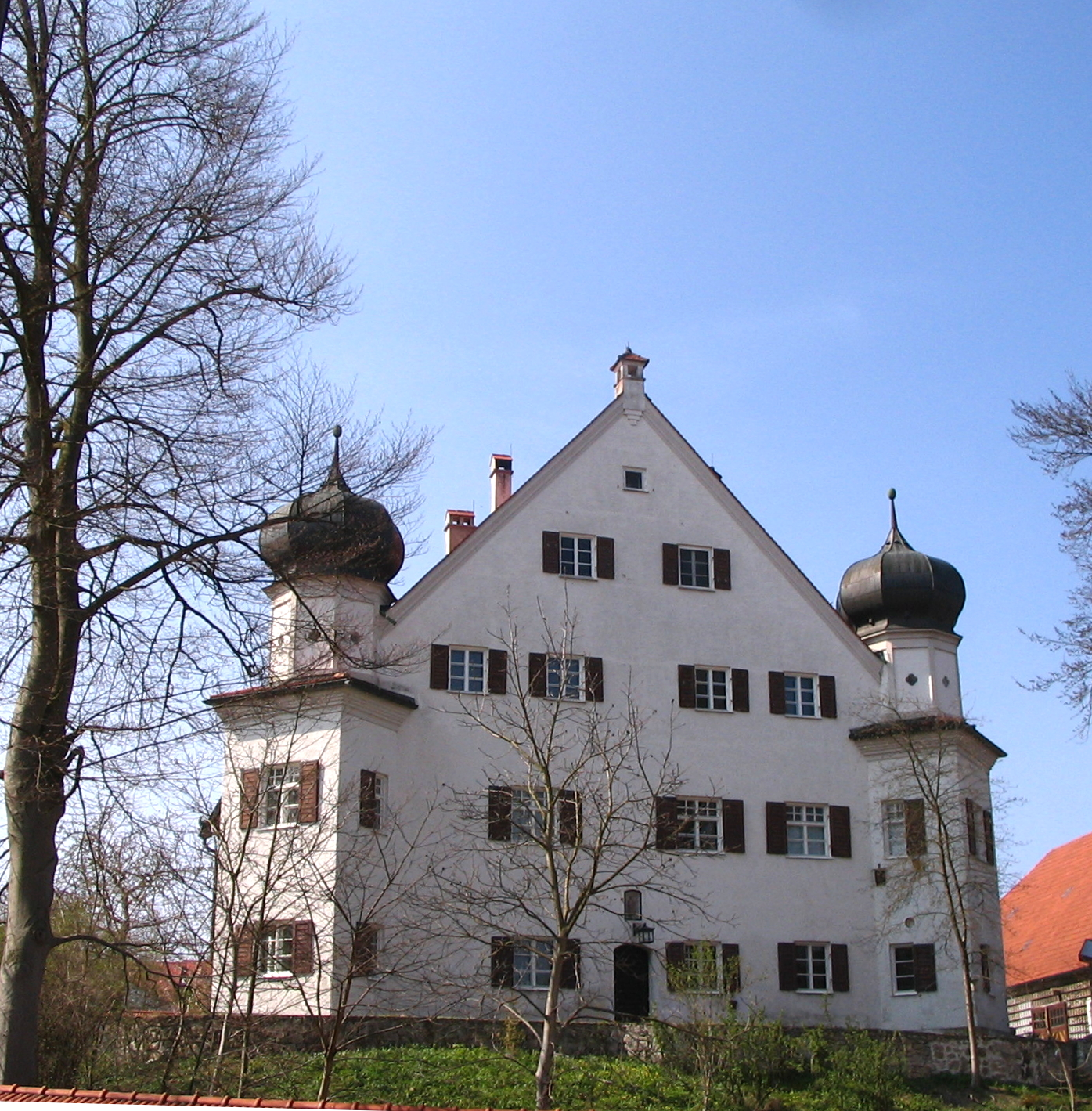
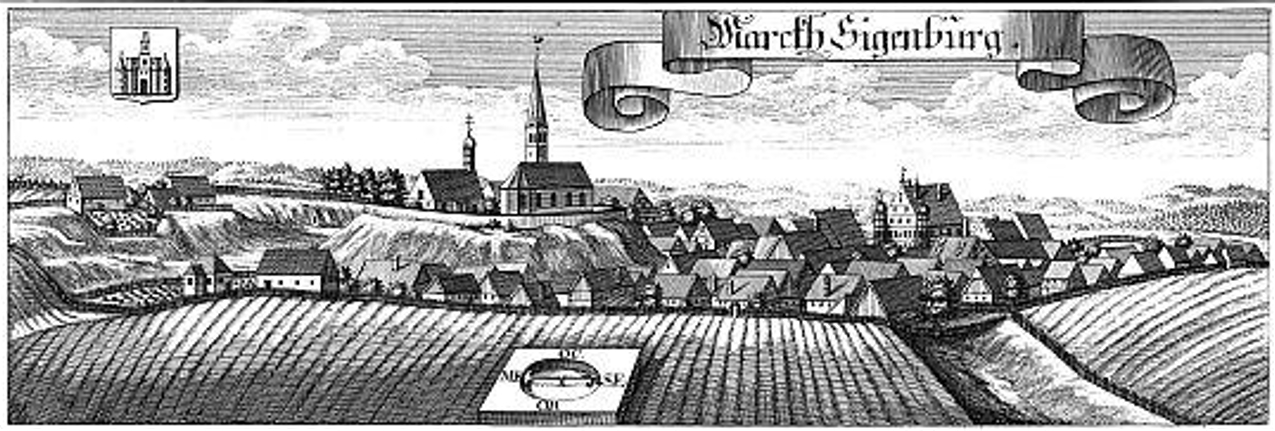